# 中山町 (鳥取県)
中山町（なかやまちょう）は、かつて鳥取県の西部に存在した町である。西伯郡に属した。
2005年（平成17年）3月28日に合併によって大山町となり、町役場は大山町役場中山支所となっている。

## 歴史
- 1957年（昭和32年）3月31日 - 東伯郡中山村・西伯郡逢坂村が合併して中山町が発足。
- 2005年（平成17年）3月28日 - 大山町・名和町と合併し、改めて大山町が発足[1]。同日中山町廃止。

## 姉妹都市・提携都市
- 愛媛県伊予郡中山町（現・伊予市）

## 地域

### 教育
- 中山町立中山小学校
- 中山町立中山中学校

現在は大山町立

## 交通

### 鉄道
- JR山陰本線 中山口駅 下市駅

### 道路
- 町内を通る高速道路はない。
- 町内を通る一般国道：国道9号
- 町内を通る県道:
  - 鳥取県道30号赤碕大山線
  - 鳥取県道34号倉吉赤碕中山線
  - 鳥取県道169号下市停車場線（現：大山町道）
  - 鳥取県道239号羽田井植松線
  - 鳥取県道269号松河原名和線
  - 鳥取県道276号高橋下市停車場線（現：鳥取県道276号高橋松河原線・大山町道）
  - 鳥取県道278号下市赤碕停車場線（現：鳥取県道329号淀江琴浦線）

## 名所・旧跡・観光スポット・祭事・催事
- ハマナス自生南限地帯（国の天然記念物、日本海側の南限）
- 後醍醐天皇の御着船所
- 木の根神社
- 赤坂五輪塔
- 石井垣城跡
- 中山神社（サギの宮、伯耆の白兎発祥の地）
- 中山いさい踊り[2]